# Paradiopatra barrazai
Paradiopatra barrazai är en ringmaskart som beskrevs av Leon-Gonzalez, Rivera och Rafael Romero 2004. Paradiopatra barrazai ingår i släktet Paradiopatra och familjen Onuphidae. Inga underarter finns listade i Catalogue of Life.